# Canton de Nice-6
Le canton de Nice-6 est une division administrative française, située dans le département des Alpes-Maritimes et la région Provence-Alpes-Côte d'Azur.
À la suite du redécoupage cantonal de 2014, les limites territoriales du canton sont remaniées.

## Histoire

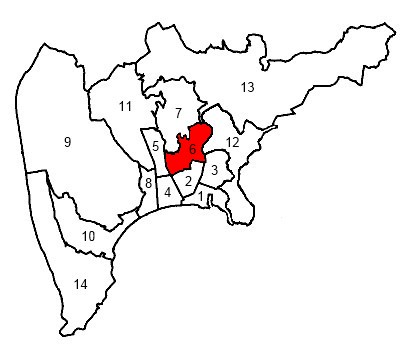
Situation du canton de Nice-6 dans la ville de Nice avant 2015.

Le canton est créé par le décret du 19 janvier 1955 qui redéfinit les limites des cantons de Nice-1, Nice-2, Nice-3 et Nice-4 et intègre dans ce périmètre deux nouveaux cantons : Nice-5 et Nice-6.
Quartiers de Nice inclus dans le canton de Nice-6 avant 2015 :
- Libération-Malausséna
- Borriglione
- Cimiez
- Pasteur
- Saint-Pons

Par décret du 24 février 2014, le nombre de cantons du département est divisé par deux, avec mise en application aux élections départementales de mars 2015. Le canton de Nice-6 est conservé et voit ses limites territoriales remaniées.

## Représentation

### Conseillers généraux de l'ancien canton de Nice-6 (de 1955 à 1973)
| Période | Période      | Identité                   | Étiquette | Qualité |
| ------- | ------------ | -------------------------- | --------- | --- |
| 1955    | 1960 (décès) | Dominique Paez (1902-1960) | RGR       | Propriétaire exploitant Conseiller municipal (relevé de ses fonctions par le Gouvernement de Vichy) puis adjoint au Maire de Nice |
| 1960    | 1961         | Léon Teisseire             | UNR       | Avocat Sénateur (1948-1959) Député (1958-1962) Ancien conseiller général du Canton de Nice-2                                      |
| 1961    | 1973         | Fernand Icart              | RI        | Chef d'entreprise Député (1963-1967 et 1968-1981) Elu en 1973 dans le Canton de Nice-8                                            |

### Conseillers généraux du canton de Nice-6 (de 1973 à 2015)
| Période | Période           | Identité              | Étiquette             | Qualité                                                                |
| ------- | ----------------- | --------------------- | --------------------- | ---------------------------------------------------------------------- |
| 1973    | 1994              | Pascal Augier         | CR puis UDF-Rad       | Conseiller municipal de Nice                                           |
| 1994    | 2009 (annulation) | Jean-Pierre Mangiapan | CNI puis RPR puis UMP | Conseiller régional Premier adjoint au Maire de Villefranche-sur-Mer   |
| 2009    | 2015              | Lauriano Azinheirinha | NC                    | Orthophoniste Adjoint au maire de Nice Suppléant du député Rudy Salles |

### Représentation depuis 2015
| Période élective | Période élective | Mandat | Mandat   | Identité              | Nuance | Nuance | Qualité                                                                   |
| ---------------- | ---------------- | ------ | -------- | --------------------- | ------ | ------ | ------------------------------------------------------------------------- |
| 2015             | 2021             | 2015   | 2021     | Lauriano Azinheirinha |        | UDI    | Orthophoniste Adjoint au maire de Nice jusqu'en 2020                      |
| 2015             | 2021             | 2015   | 2021     | Martine Ouaknine      |        | LR     | Avocate, professeure de droit Adjointe au maire de Nice                   |
| 2021             | 2028             | 2021   | en cours | Jean-Pierre Lafitte   |        |        | Médecin généraliste à Nice, suppléant du député Bernard Chaix depuis 2024 |
| 2021             | 2028             | 2021   | en cours | Martine Ouaknine      |        | LR     | Conseillère sortante                                                      |

#### Élections de juin 2021
Le premier tour des élections départementales de 2021 est marqué par un très faible taux de participation (33,26 % au niveau national). Dans le canton de Nice-6, ce taux de participation est de 35,22 % (10 037 votants sur 28 495 inscrits) contre 34,55 % au niveau départemental. À l'issue de ce premier tour, deux binômes sont en ballottage : Jean-Pierre Lafitte et Martine Ouaknine (Union à droite, 39,62 %) et Sandra Morisot et Robert Ripoll (RN, 31,92 %).
Le second tour des élections est marqué une nouvelle fois par une abstention massive équivalente au premier tour. Les taux de participation sont de 34,3 % au niveau national, 37,61 % dans le département et 39,38 % dans le canton de Nice-6. Jean-Pierre Lafitte et Martine Ouaknine (Union à droite) sont élus avec 67,12 % des suffrages exprimés (7 082 voix pour 11 220 votants et 28 493 inscrits),,.

## Composition
Le canton de Nice-6 se compose d’une fraction de la commune de Nice.
| Nom                          | Code Insee | Intercommunalité           | Superficie (km2) | Population (dernière pop. légale)                 | Densité (hab./km2) | Modifier                                    |
| ---------------------------- | ---------- | -------------------------- | ---------------- | ------------------------------------------------- | ------------------ | ------------------------------------------- |
| Nice (bureau centralisateur) | 06088      | Métropole Nice Côte d'Azur | 71,92            | Fraction : 41 750 (2022) Commune : 353 701 (2022) | 4 918              | modifier les données · modifier les données |
| Canton de Nice-6             | 0620       |                            |                  | 41 750 (2022)                                     |                    | modifier les données                        |

## Démographie

### Démographie avant 2015
| 1962 | 1968 | 1975 | 1982 | 1990   | 1999   | 2006   | 2011   | 2012   |
| ---- | ---- | ---- | ---- | ------ | ------ | ------ | ------ | ------ |
| -    | -    | -    | -    | 29 052 | 28 480 | 27 846 | 27 465 | 27 648 |

### Démographie depuis 2015
En 2022, le canton comptait 41 750 habitants, en évolution de +0,32 % par rapport à 2016 (Alpes-Maritimes : +2,85 %, France hors Mayotte : +2,11 %).
| 2013   | 2018   | 2022   |
| ------ | ------ | ------ |
| 41 576 | 41 458 | 41 750 |